# Budrio
Budrio ist eine italienische Gemeinde (comune) mit 18.365 Einwohnern (Stand 31. Dezember 2023) in der Metropolitanstadt Bologna, Region Emilia-Romagna.

## Geografie
Der Ort liegt in der Po-Ebene etwa 16 Kilometer nordöstlich von Bologna an der orographisch rechten Seite des Flusses Idice auf 26 m s.l.m.

## Geschichte
Das Gebiet um Budrio war eine römische Kolonie, in der ehemalige Legionäre angesiedelt wurden. Wegen in der Umgebung aufgefundener Überreste wird vermutet, dass der ursprüngliche Stadtkern aus dem 10. Jahrhundert stammt. Die Kirche San Lorenzo bestand schon im Jahre 1146. Im 14. Jahrhundert wurde sie von Kardinal Gil de Albornoz als ein Schloss umgebaut, von dem zwei große Türme (1376) noch zu sehen sind.
Die Stadtmauer, von der zwei Türme gut erhalten geblieben sind, stammt aus dem 17. Jahrhundert. In Budrio wurde Giuseppe Barilli im Jahre 1812 geboren, der mit dem Spitznamen Quirico Filopanti 1860 zum Professor für Wassermechanik an der Universität Bologna ernannt wurde.
Am 21. Oktober 1944 kam es im Ortsteil Vigoroso zu einem Feuergefecht zwischen Einheiten der Resistenza und der Wehrmacht. Bei dem mehrere Stunden dauernden Gefecht wurden acht Widerstandskämpfer getötet. Als Repressalie wurden von Angehörigen des Feldersatz-Bataillons der 305. Infanterie-Division und der faschistischen Schwarzen Brigaden weitere acht Personen, darunter fünf Frauen, ermordet.
Am Vormittag des 20. April 1945 befreiten Einheiten der 8. britischen Armee während der Frühjahrsoffensive der Alliierten nach mehrtägigen Kämpfen mit Verbänden der Wehrmacht den Ort.

## Verwaltungsgliederung
Zum Gemeindegebiet von Budrio gehören auch die Fraktionen: Armarolo, Bagnarola, Cento, Dugliolo, Maddalena di Cazzano, Mezzolara, Prunaro, Riccardina, Vedrana und Vigorso.

## Öffentliche Einrichtungen
Budrio hat ein sehenswertes restauriertes Stadttheater, ein Stadtmuseum mit Pinakothek, ein öffentliches Bad, zwei Sekundarschulen, und ein Pflegeheim für Behinderte.

## Gewerbe
Budrio ist weltbekannt für die Herstellung von Unterschenkelprothese. Am Ortsrand befindet sich ein großes Gewerbegebiet. Im Umland von Budrio hat der Anbau von Kartoffeln besondere Bedeutung.

## Sehenswürdigkeiten
Sehenswert ist das Schloss Bentivoglio (16. Jahrhundert) und die Villa Ranuzzi Cospi im Ortsteil Bagnarola.

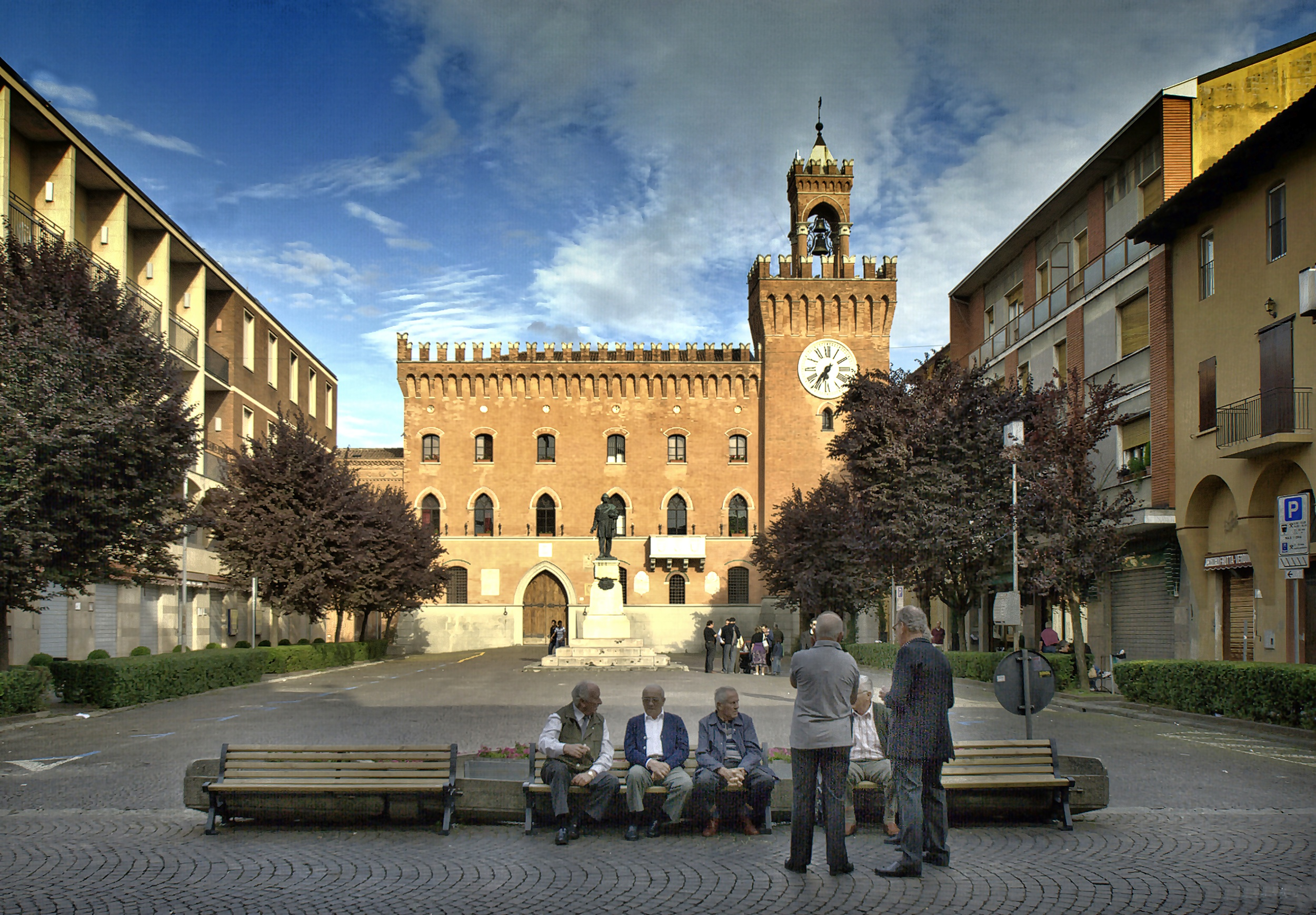
Piazza Filopanti mit dem Rathaus
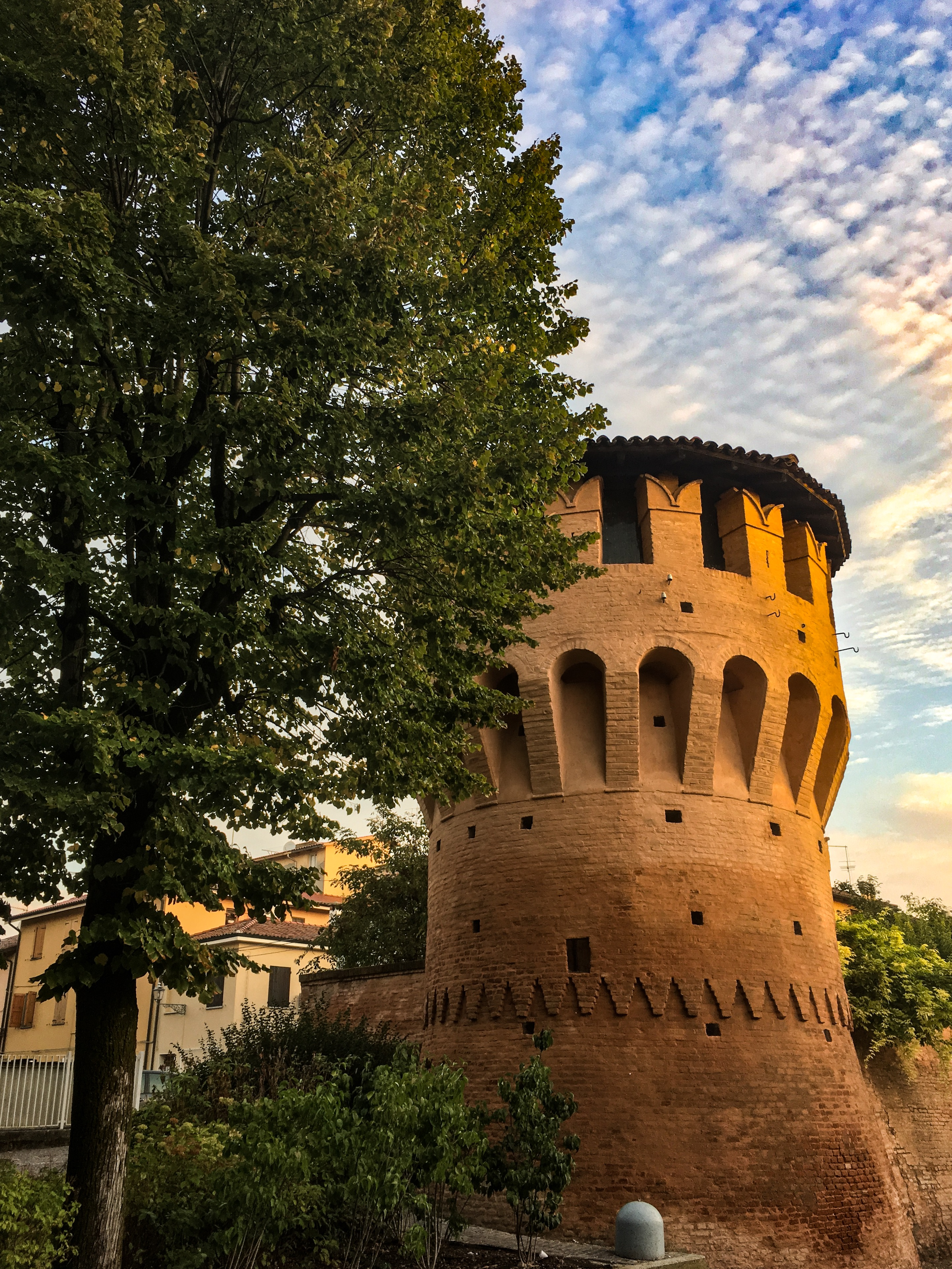
Einer der vier Stadttürme der Stadtmauern
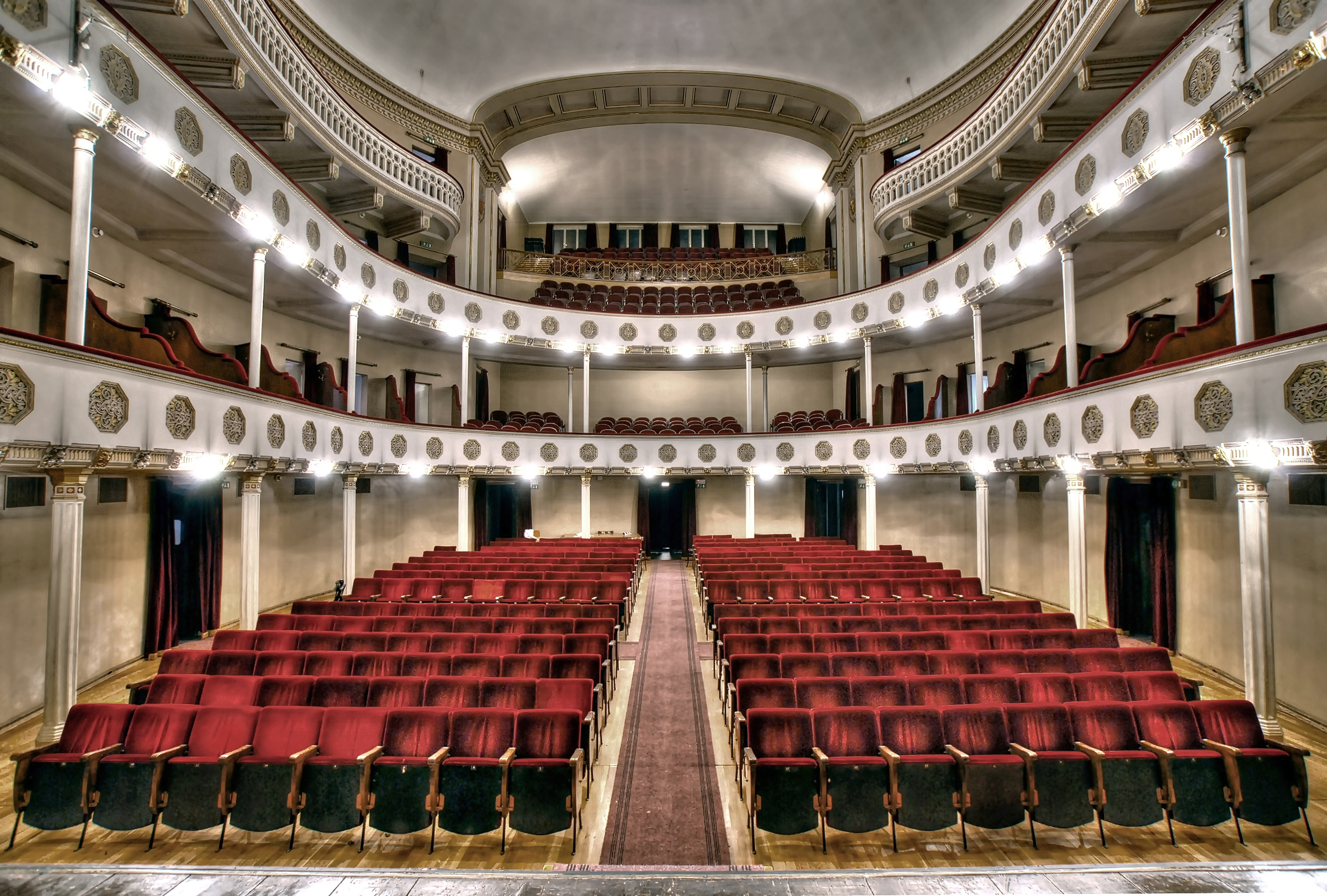
Stadttheater
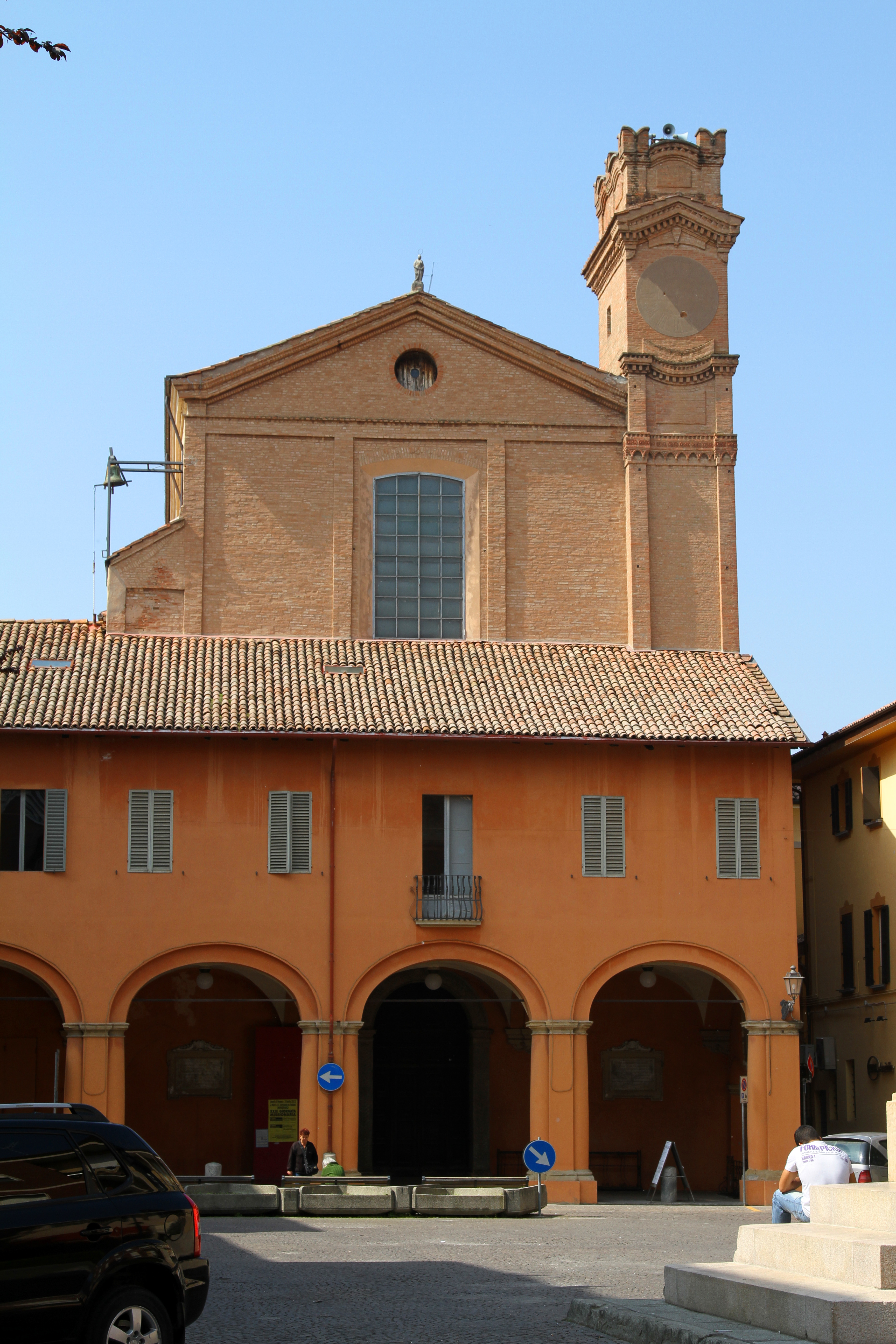
San Lorenzo
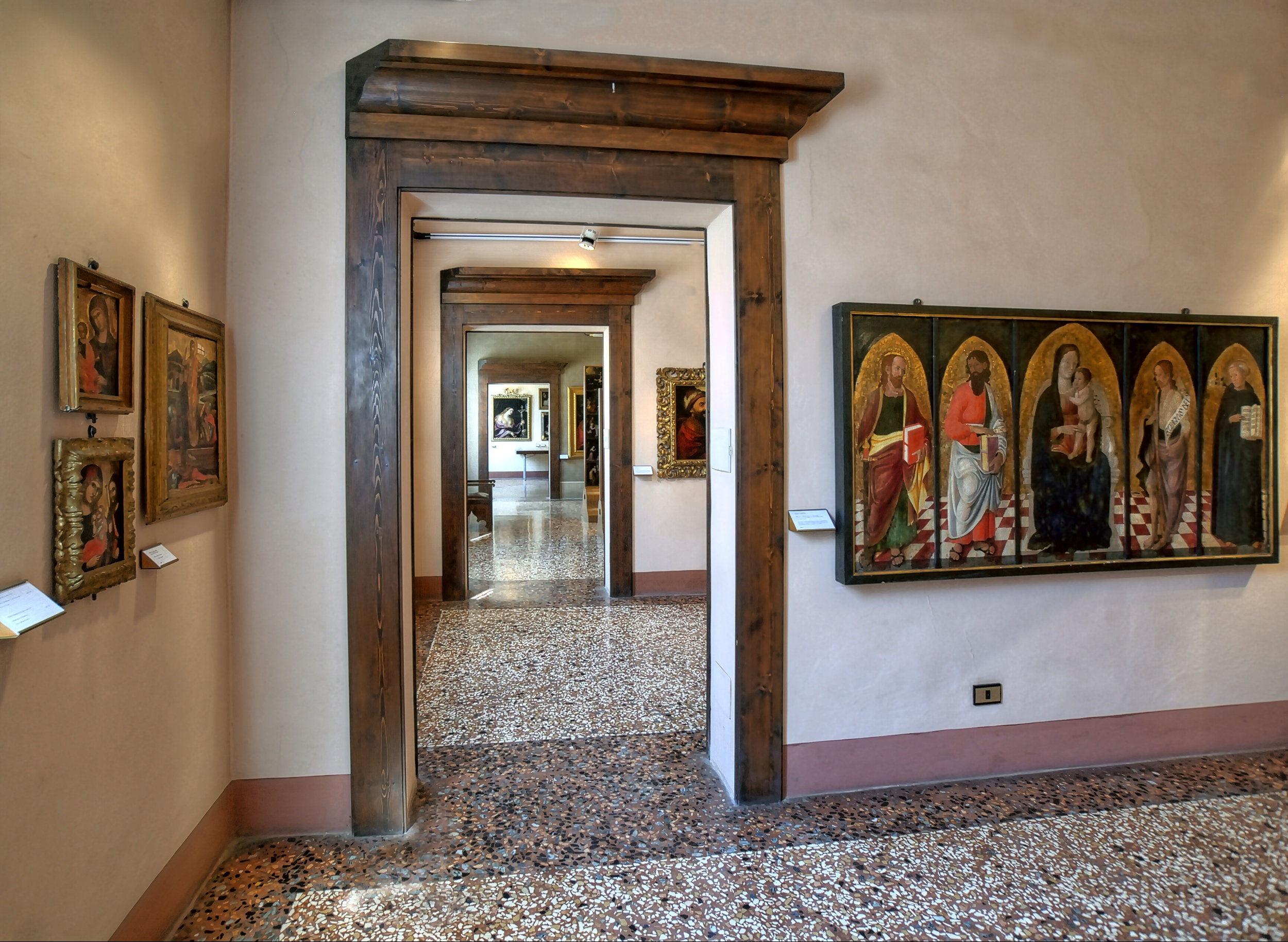
Pinakothek Domenico Inzaghi

## Sonstiges
Budrio ist auch für die neue Form der Okarina bekannt, ein von Antonio Donati erzeugtes Musikinstrument.

## Partnerstädte
- Eichenau,  (Oberbayern), seit 1991
- Gyula,  (Komitat Békés), seit 1992

## Söhne und Töchter der Stadt
- Pellegrino Francesco Stagni (1859–1918), römisch-katholischer Ordensgeistlicher, Erzbischof und Diplomat des Heiligen Stuhls
- Aldo Donati (1910–1984), Fußballspieler
- Marco Orsi (* 1990), Schwimmer